# 菱川政信
菱川 政信（ひしかわ まさのぶ、生没年不詳）とは、江戸時代の浮世絵師。

## 来歴
菱川師宣の門人で字は守節、作画期は元禄の頃で師宣風の絵を描いたという。作品については不詳。また享保の頃の作とされる肉筆美人画に「當信」の落款と「政信」の印章があるともいわれるが、これが同一人であるかは不明である。